# Ara (Aparan)
Ara es una localidad del raión de Aparan, en la provincia de Aragatsotn, Armenia, con una población censada en octubre de 2011 de 617 habitantes. 
Se encuentra ubicada al este de la provincia, cerca de la frontera con la provincia de Kotayk'.